# Impatiens lenta
Impatiens lenta är en balsaminväxtart som beskrevs av Joseph Dalton Hooker. Impatiens lenta ingår i släktet balsaminer, och familjen balsaminväxter. Inga underarter finns listade i Catalogue of Life.